# 8627 Kunalnayyar
A 8627 Kunalnayyar (ideiglenes jelöléssel (8627) 1981 EU20) a Naprendszer kisbolygóövében található aszteroida. Schelte J. Bus fedezte fel 1981. március 2-án.